# Dichanthelium
Dichanthelium är ett släkte av gräs. Dichanthelium ingår i familjen gräs.
Kladogram enligt Catalogue of Life:
| Dichanthelium | \| \| Dichanthelium caparoense \| \| \| \| \| \| Dichanthelium cumbucana \| \| \| \| |
|               | \| \| Dichanthelium caparoense \| \| \| \| \| \| Dichanthelium cumbucana \| \| \| \| |
|               | Dichanthelium caparoense                                                             |
|               |                                                                                      |
|               | Dichanthelium cumbucana                                                              |
|               |                                                                                      |

## Bildgalleri

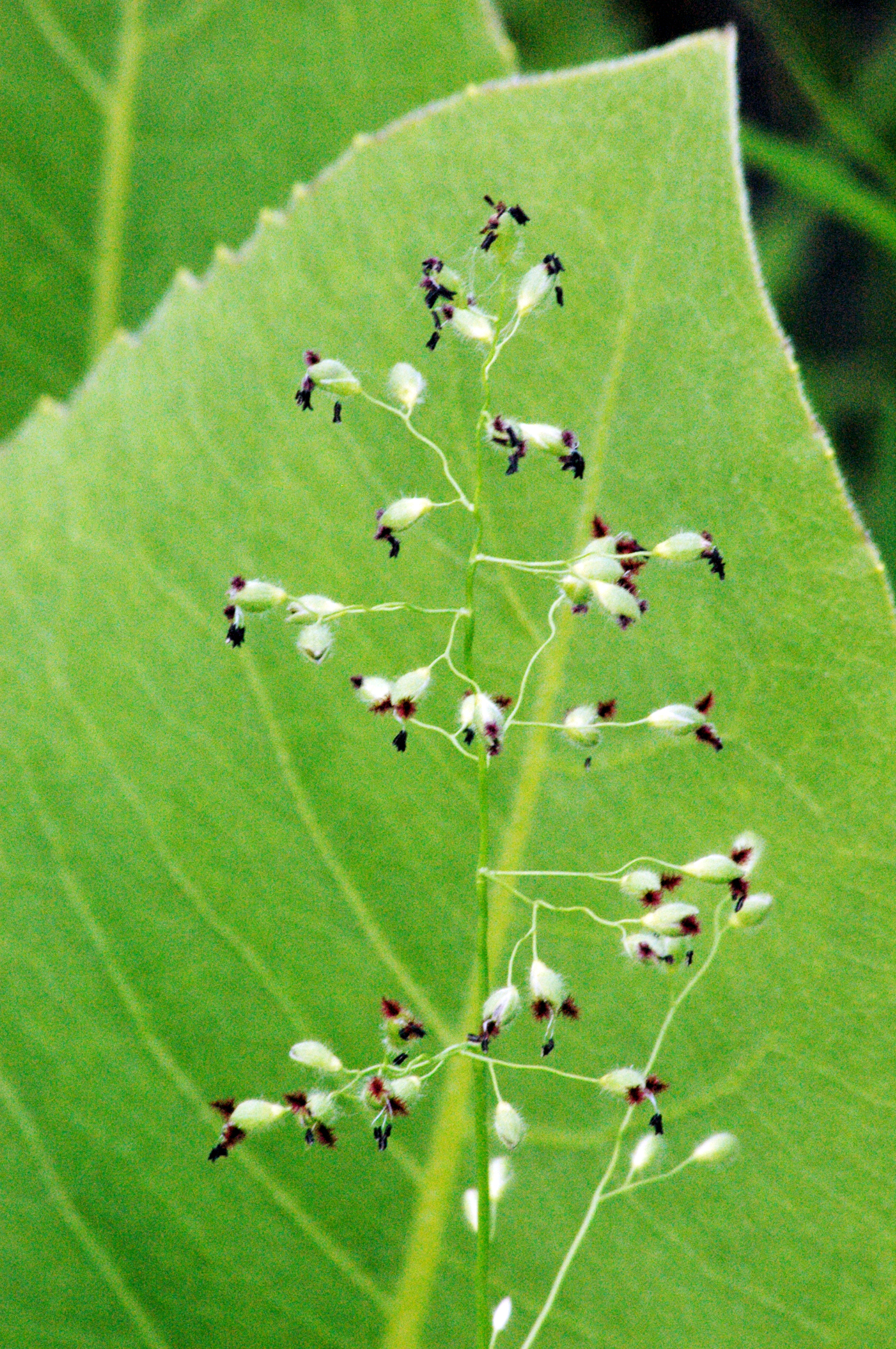
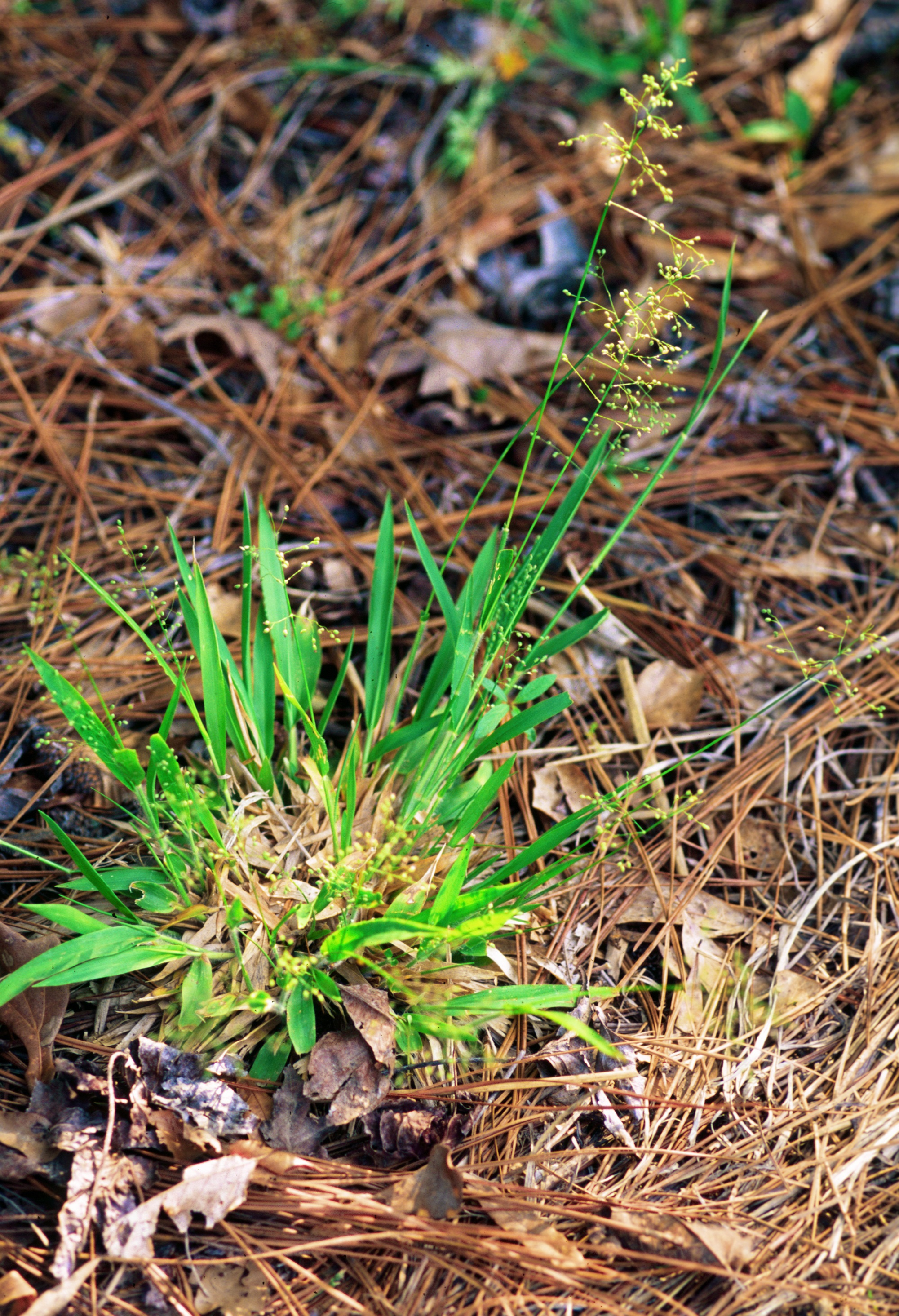
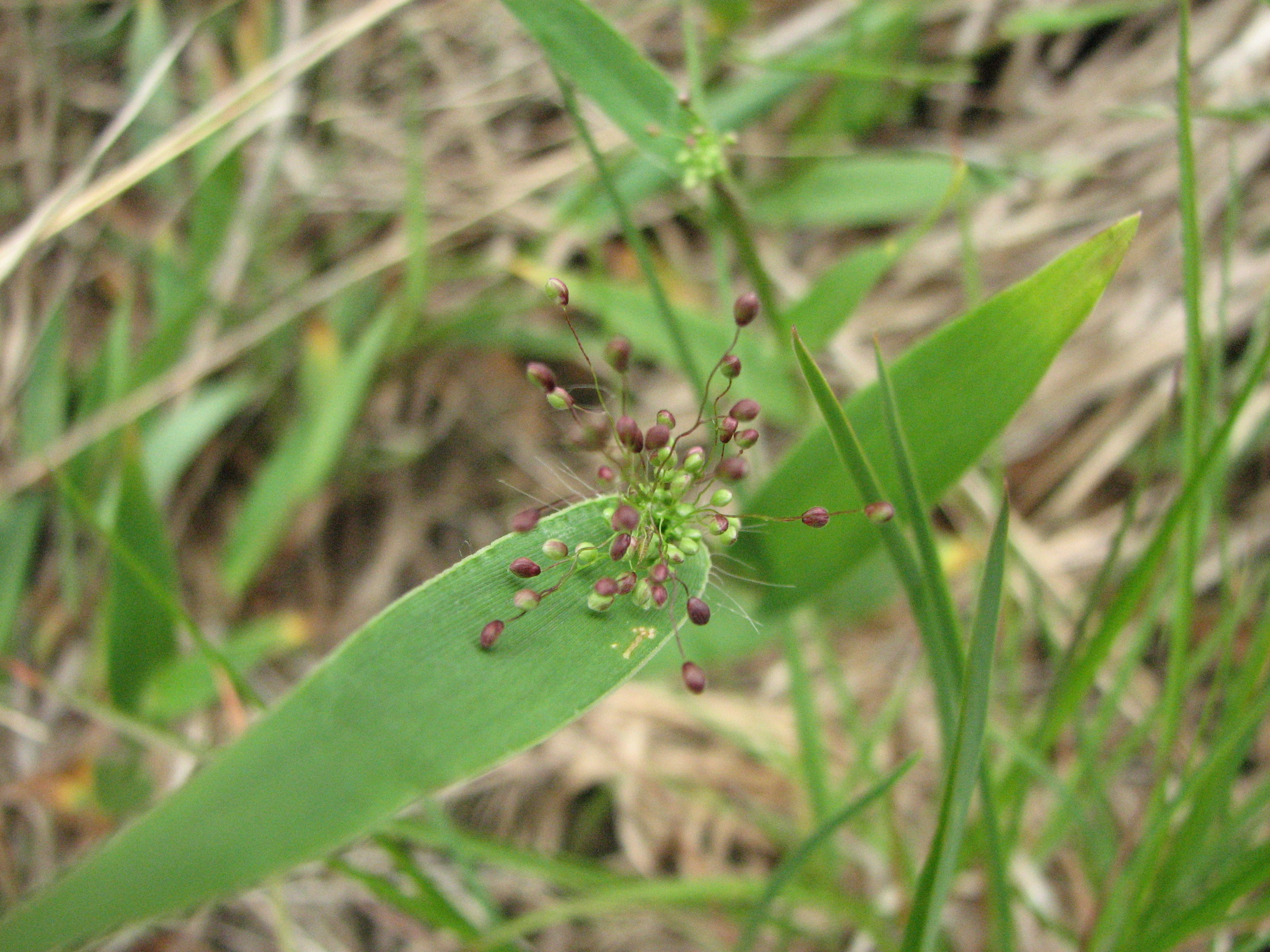
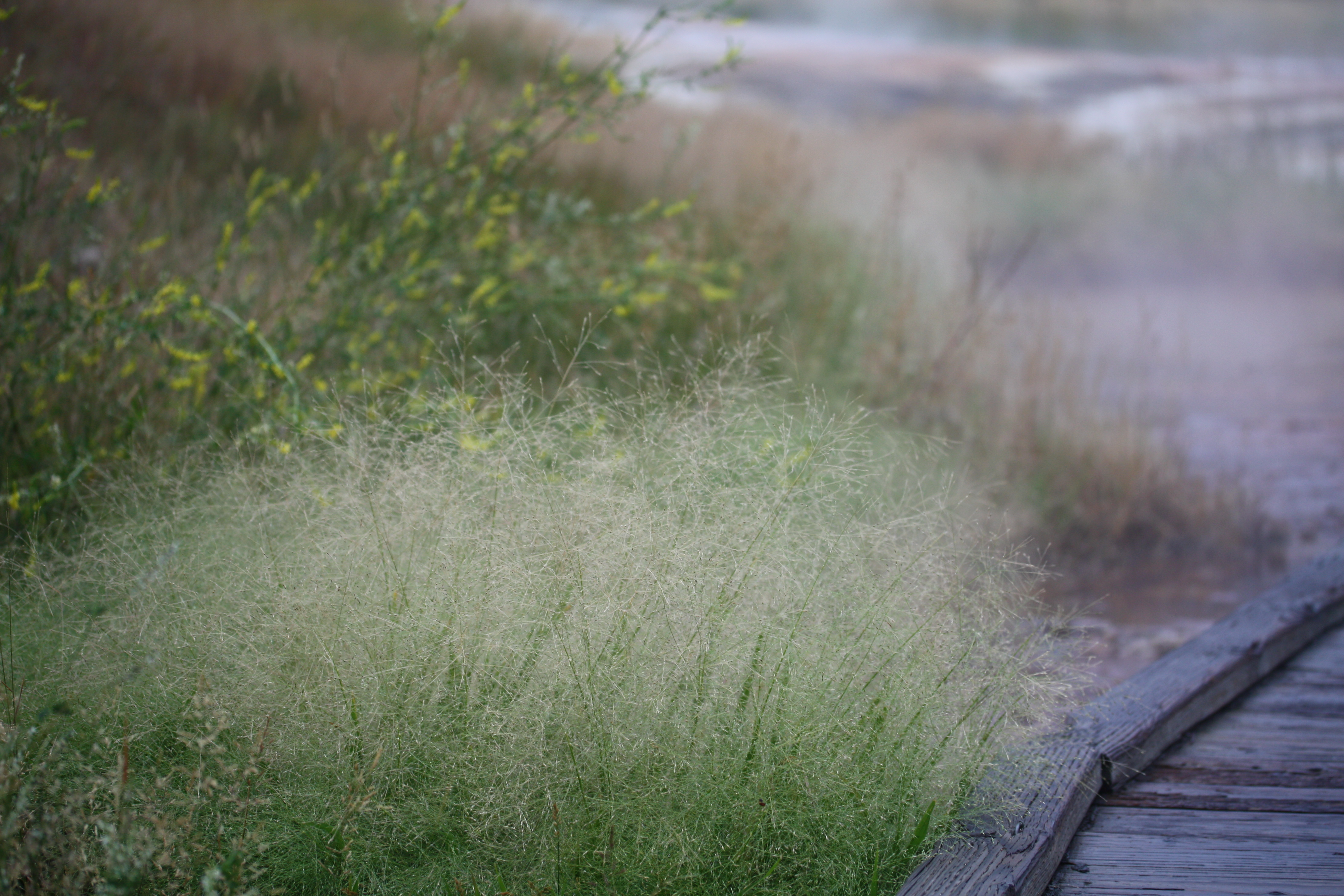